# Berles-au-Bois
Berles-au-Bois és un municipi francès situat al departament del Pas de Calais i a la regió dels Alts de França. L'any 2007 tenia 499 habitants.

## Demografia

### Població
El 2007 la població de fet de Berles-au-Bois era de 499 persones. Hi havia 196 famílies de les quals 44 eren unipersonals (24 homes vivint sols i 20 dones vivint soles), 80 parelles sense fills, 64 parelles amb fills i 8 famílies monoparentals amb fills.
La població ha evolucionat segons el següent gràfic:
Habitants censats

### Habitatges
El 2007 hi havia 228 habitatges, 201 eren l'habitatge principal de la família, 2 eren segones residències i 25 estaven desocupats. 223 eren cases i 5 eren apartaments. Dels 201 habitatges principals, 165 estaven ocupats pels seus propietaris, 26 estaven llogats i ocupats pels llogaters i 10 estaven cedits a títol gratuït; 7 tenien dues cambres, 38 en tenien tres, 44 en tenien quatre i 113 en tenien cinc o més. 140 habitatges disposaven pel capbaix d'una plaça de pàrquing. A 77 habitatges hi havia un automòbil i a 93 n'hi havia dos o més.

### Piràmide de població
La piràmide de població per edats i sexe el 2009 era:
| Homes | Edats   | Dones |
| ----- | ------- | ----- |
| 0     | 95 o +  | 0     |
| 0     | 90 a 94 | 12    |
| 0     | 85 a 89 | 0     |
| 0     | 80 a 84 | 4     |
| 4     | 75 a 79 | 16    |
| 28    | 70 a 74 | 8     |
| 20    | 65 a 69 | 20    |
| 8     | 60 a 64 | 8     |
| 12    | 55 a 59 | 12    |
| 16    | 50 a 54 | 24    |
| 28    | 45 a 49 | 20    |
| 16    | 40 a 44 | 12    |
| 8     | 35 a 39 | 12    |
| 24    | 30 a 34 | 12    |
| 8     | 25 a 29 | 16    |
| 8     | 20 a 24 | 20    |
| 4     | 15 a 19 | 8     |
| 16    | 10 a 14 | 8     |
| 24    | 5 a 9   | 8     |
| 4     | 0 a 4   | 8     |

## Economia
El 2007 la població en edat de treballar era de 326 persones, 236 eren actives i 90 eren inactives. De les 236 persones actives 228 estaven ocupades (131 homes i 97 dones) i 8 estaven aturades (3 homes i 5 dones). De les 90 persones inactives 33 estaven jubilades, 28 estaven estudiant i 29 estaven classificades com a «altres inactius».

### Ingressos
El 2009 a Berles-au-Bois hi havia 203 unitats fiscals que integraven 511 persones, la mediana anual d'ingressos fiscals per persona era de 19.057 €.

### Activitats econòmiques
Dels 18 establiments que hi havia el 2007, 1 era d'una empresa extractiva, 2 d'empreses de fabricació d'altres productes industrials, 2 d'empreses de construcció, 2 d'empreses de comerç i reparació d'automòbils, 4 d'empreses de transport, 1 d'una empresa d'hostatgeria i restauració, 1 d'una empresa d'informació i comunicació, 1 d'una empresa immobiliària, 3 d'empreses de serveis i 1 d'una empresa classificada com a «altres activitats de serveis».
Dels 5 establiments de servei als particulars que hi havia el 2009, 3 eren tallers de reparació d'automòbils i de material agrícola, 1 paleta i 1 fusteria.
L'any 2000 a Berles-au-Bois hi havia 14 explotacions agrícoles.

## Equipaments sanitaris i escolars
El 2009 hi havia una escola elemental integrada dins d'un grup escolar amb les comunes properes formant una escola dispersa.

## Poblacions més properes
El següent diagrama mostra les poblacions més properes.